# Fëdor Jur'evič Frejman
Fëdor Jur'evič Frejman, nato Magnus Ferdinand von Freymann (in russo Фёдор Юрьевич Фрейман?; Riga, 6 novembre 1725 – San Pietroburgo, 14 novembre 1796), è stato un generale russo.

## Biografia
Frejman nacque nel 1725 a Riga, in Livonia, allora parte dell'Impero russo, da una nobile famiglia di tedeschi del Baltico. Nel 1742 intraprese la carriera militare nell'esercito imperiale russo.
Al 1760 aveva già raggiunto il grado di maggiore generale e venne nominato comandante di Riga dal 1762, rimanendo in carica sino al 1771.
Nel 1772, quando i cosacchi degli Urali irruppero in rivolta contro il governo centrale russo, Freiman venne inviato a pacificare i ribelli. Con quasi 5000 uomini, si avvicinò alla città di Oral e si stava preparando all'attacco quando i cosacchi, intimoriti dalla mole dell'esercito nemico, decisero di deporre le armi. Sopprimendo la ribellione e inviando i principali istigatori a Orenburg, Freiman prese una serie di misure per calmare le menti della popolazione e poi compilò un censimento dei cosacchi degli Urali. Nel 1773, con l'inizio della rivolta di Pugačëv, Freiman venne nominato come uno dei comandanti della spedizione del generale Kara. Dopo la sconfitta dei ribelli vicino al villaggio di Yuzeyeva, Kara venne costretto ad abbandonare le sue truppe con il pretesto del peggiorare delle proprie condizioni di salute e lasciò il comando al generale Freiman. Le truppe si ritirarono sino ai confini della provincia di Kazan' con l'intento di impedire ai ribelli di entrare nel territorio. Lo stesso Freiman, con parte delle unità, occupò il Bugulma e per due mesi fu effettivamente assediato dai gruppi ribelli tatari e baschiri.
Nel 1774, Freiman si distinse nella cattura della fortezza di Tatishchevo e contribuì alla sconfitta finale di Pugačëv. Per questi meriti ottenne nel 1774 la III classe dell'Ordine di San Giorgio. Si dedicò quindi anche all'attività di scrittore, descrivendo in un testo in lingua tedesca l'intera campagna da lui combattuta in otto volumi.
Nel 1779 venne promosso tenente generale. Morì il 14 novembre 1796.